# Steve Angello
Steve Angello Josefsson Fragogiannis (Atenas, 22 de novembro de 1982) é um DJ, remixer e produtor musical greco-sueco. Além da carreira solo, faz parte do grupo Swedish House Mafia. Em 2003, fundou a sua gravadora, Size Records.
Nascido na Grécia de pai grego e mãe sueca, mudou-se para Estocolmo, Suécia durante a adolescência. Atualmente reside entre Ibiza e Los Angeles.
O grupo de House Music, Swedish House Mafia é constituído por Axwell, Steve Angello e Sebastian Ingrosso.
Em 2010 ficou colocado em #3 na DJ Ranking da France Eletro World e em #14 no Top 100 DJ Poll da DJ Magazine.
Os seus trabalhos mais conhecidos são "Show Me Love" (2009) com Laidback Luke e Robin S., "Tell Me Why" com Axwell como Supermode e "Woz Not Woz" com Eric Prydz.

## Discografia

### Álbuns de estúdio
| Título                                                                                        | Detalhe do álbum                                                                   | Posições em paradas músicais | Posições em paradas músicais |
| Título                                                                                        | Detalhe do álbum                                                                   | SUE                          | BEL                          |
| --------------------------------------------------------------------------------------------- | ---------------------------------------------------------------------------------- | ---------------------------- | ---------------------------- |
| Wild Youth                                                                                    | - Lançamento: 22 de janeiro de 2016 - Gravadora: Size - Formatos: Digital download | 20                           | 90                           |
| Human                                                                                         | - Lançamento: 27 de abril de 2018 - Gravadora: Size - Formatos: Digital download   | —                            | 167                          |
| "—" indica que a gravação não foi incluída nas paradas ou não foi distribuída naquela região. |                                                                                    |                              |                              |

## Singles

### Como artista principal
| Título                                                                                        | Ano  | Posições em paradas músicais | Posições em paradas músicais | Posições em paradas músicais | Posições em paradas músicais | Posições em paradas músicais | Posições em paradas músicais | Posições em paradas músicais | Posições em paradas músicais | Álbum             |
| Título                                                                                        | Ano  | SUE                          | AUT                          | BEL                          | FRA                          | ALE                          | HOL                          | SUI                          | UK                           | Álbum             |
| --------------------------------------------------------------------------------------------- | ---- | ---------------------------- | ---------------------------- | ---------------------------- | ---------------------------- | ---------------------------- | ---------------------------- | ---------------------------- | ---------------------------- | ----------------- |
| "Woz Not Woz" (with Eric Prydz)                                                               | 2005 | —                            | —                            | —                            | 50                           | 63                           | —                            | 84                           | 55                           | Non-album singles |
| "Get Dumb" (with Axwell, Ingrosso and Laidback Luke)                                          | 2007 | —                            | —                            | —                            | —                            | —                            | 45                           | —                            | —                            | Non-album singles |
| "Umbrella" (with Sebastian Ingrosso)                                                          | 2007 | —                            | —                            | —                            | —                            | —                            | 67                           | —                            | —                            | Non-album singles |
| "Show Me Love" (with Laidback Luke featuring Robin S.)                                        | 2008 | —                            | 64                           | —                            | 25                           | 93                           | —                            | —                            | 11                           | Non-album singles |
| "Everytime We Touch" (with David Guetta, Chris Willis and Sebastian Ingrosso)                 | 2009 | —                            | —                            | 12                           | —                            | —                            | 46                           | 97                           | 68                           | Pop Life          |
| "Leave the World Behind" (with Axwell, Ingrosso and Laidback Luke featuring Deborah Cox)      | 2009 | 39                           | —                            | 14                           | —                            | —                            | 75                           | —                            | —                            | Non-album singles |
| "Knas"                                                                                        | 2010 | —                            | —                            | 10                           | —                            | —                            | 70                           | —                            | —                            | Non-album singles |
| "Payback" (with Dimitri Vangelis & Wyman)                                                     | 2014 | —                            | —                            | 48                           | —                            | —                            | —                            | —                            | —                            | Non-album singles |
| "Wasted Love" (featuring Dougy)                                                               | 2014 | 58                           | —                            | —                            | —                            | —                            | —                            | —                            | —                            | Wild Youth        |
| "Remember" (featuring The Presets)                                                            | 2015 | —                            | —                            | 27                           | —                            | —                            | —                            | —                            | —                            | Wild Youth        |
| "—" indica que a gravação não foi incluída nas paradas ou não foi distribuída naquela região. |      |                              |                              |                              |                              |                              |                              |                              |                              |                   |

## Remixes
- 2003 – Aerosol featuring Anne Murillo – Let the Music Play
- 2003 – StoneBridge – Put 'Em High (Steve Angello & Sebastian Ingrosso Remix)
- 2003 – Arcade Mode – Your Love (Angello & Ingrosso Remix)
- 2003 – Gadjo – So Many Times

- 2004 – Deepgroove – Electrik / Diva (In My House)
- 2004 – Magnolia – It's All Vain (Steve Angello Remix)
- 2004 – DJ Flex and Sandy W – Love For You (Angello & Ingrosso Remix)
- 2004 – DJ Luccio – No Fear
- 2004 – DJ Rooster and Sammy Peralta – Shake It
- 2004 – Touché – She's at the Club / The Body Clap
- 2004 – Mohito – Slip Away
- 2004 – Room 5 – U Got Me
- 2004 – Eurythmics – Sweet Dreams (Steve Angello Remix)
- 2004 – Phase 2 – Voodoo Love
- 2004 – Eric Prydz – Call on Me (Angello & Ingrosso Remix)
- 2004 – Benjamin Bates – Whole (The Steve Angello Mixes)

- 2005 – Armand Van Helden featuring Tekitha presents Sahara – Everytime I Feel It
- 2005 – Full Blown – Some Kinda Freak (Who's Who Re-edit)
- 2005 – DJ Rooster and Sammy Peralta – Shake It (Steve Angello Mix)
- 2005 – Röyksopp – 49 Percent (Angello & Ingrosso Remix)
- 2005 – Deep Dish – Say Hello (Angello & Ingrosso Remix)
- 2005 – Roman Flügel – Geht's Noch ?
- 2005 – Sahara – Everytime I Feel It (Steve Angello Remix)
- 2005 – Moby – Raining Again
- 2005 – Naughty Queen – Famous & Rich (Angello & Ingrosso Remix)
- 2005 – Robbie Rivera and StoneBridge – One Eye Shut (Steve Angello & Sebastian Ingrosso Remix)
- 2005 – Steve Lawler – That Sound (Angello & Ingrosso Remix)
- 2005 – MBG and SDS – New Jack
- 2005 – Alex Neri – Housetrack
- 2005 – In-N-Out – EQ-Lizer (Angello & Ingrosso Remix)

- 2006 – Innersphere aka Shinedoe – Phunk (Steve Angello Re-Edit)
- 2006 – Justin Timberlake – My Love (Angello & Ingrosso Remix)
- 2006 – Ultra DJ's – Me & U (Steve Angello & Sebastian Ingrosso Edit)
- 2006 – Laidback Luke featuring Stephen Granville – Hypnotize (Steve Angello Remix)

- 2007 – Robyn and Kleerup – With Every Heartbeat (Steve Angello Dub)
- 2007 – Fergie – London Bridge
- 2007 – Hard-Fi – Suburban Knights (Angello & Ingrosso Remix)
- 2007 – Robbie Rivera – One Eye Shut (Angello & Ingrosso Remix)

- 2008 – Tocadisco – Da Fuckin' Noize (Steve Angello Remix)
- 2008 – Flash Brothers – Palmito (Steve Angello RMX)

- 2009 – Kim Fai – P.O.V
- 2009 – Christian Smith and John Selway – Move!

- 2010 – Harry Romero, Junior Sanchez and Alexander Technique featuring Shawnee Taylor – Where You Are (Steve Angello Edit)
- 2010 – Cheryl Cole featuring will.i.am – 3 Words (Steve Angello Remix)
- 2010 – Magnetic Man – Perfect Stranger (Steve Angello Remix)
- 2010 – Pendulum – The Island (Steve Angello, AN21 & Max Vangeli Remix)
- 2010 – Congorock – Babylon (Steve Angello Edit)

- 2011 – Tim Mason – The Moment (Steve Angello Edit)
- 2011 – Nari & Milani – Kendo (Steve Angello Edit)
- 2011 – Nero – Me & You (Steve Angello Remix)

- 2013 – Depeche Mode – Soothe My Soul (Steve Angello vs. Jacques Lu Cont Remix)
- 2013 – Chase and Status – Count On Me (Steve Angello Remix)

- 2014 – Coldplay – A Sky Full of Stars (S-A Ibiza Edit)
- 2014 – London Grammar – Hey Now (Arty Remix x S-A Ibiza Edit)

- 2015 – Jean Michel Jarre & M83 - Glory (Steve Angello Remix)
- 2015 – Susanne Sundfør - Kamikaze (Steve Angello & AN21 Remix)

- 2016 – Steve Angello & AN21 featuring Franz Novotny - Last Dance (Steve Angello Remix)